# Cyttopsis
Cyttopsis is een geslacht van straalvinnige vissen uit de familie van de parazenen (Parazenidae). Het geslacht is voor het eerst wetenschappelijk beschreven in 1862 door Gill.

## Soorten
- Cyttopsis cypho (Fowler, 1934)
- Cyttopsis rosea (Lowe, 1843)